# The darkened room
The darkened room is zesde album van IZZ. De titel kwam tot stand nadat de muziekgroep het album wilde opnemen in duisternis, doch daar moesten de leden van terugkomen, ze konden niet zien wat ze speelden (aldus het boekwerkje). De muziek is vrij technische progressieve rock soms leunend tegen jazzrock, licht was er dus echt bij nodig. De drie liederen met dezelfde titel zouden kunnen wijzen op een conceptalbum, maar dat is het album niet. Het vormt met het volgend album Crush of night een tweeluik.

## Musici
- Tom Galgano – zang, toetsinstrumenten tevens opnameleider in de Underground Studio, waar het album is opgenomen
- Anmarie Byrnes – zang
- Paul Bremner – gitaar
- John Galgano – basgitaar, gitaar, zang
- Brian Coralian, Greg DiMiceli – slagwerk

## Muziek
Alles door IZZ. Het album werd voorafgegaan door een download-inleiding Places to hide.

| Nr. | Titel                        | Duur  |
| --- | ---------------------------- | ----- |
| 1.  | Swallow our pride            | 5:16  |
| 2.  | Day of innocence             | 2:56  |
| 3.  | Regret                       | 4:32  |
| 4.  | Can’t feel the Earth, part 1 | 4:39  |
| 5.  | Ticking away                 | 2:47  |
| 6.  | Can’t feel the Earth, part 2 | 10:36 |
| 7.  | Stumbling                    | 5:23  |
| 8.  | The message                  | 3:07  |
| 9.  | 23 Minutes of tragedy        | 7:00  |
| 10. | Can’t feel the Earth, part 3 | 5:07  |